# K.l.a.s.
Das Theater k.l.a.s. wurde 1992 von Stefan Pfeistlinger (Lichtgestaltung/Bühnenbild) und dem Regisseur Alexander Kubelka gegründet und produzierte seit 1995 zeitgenössisches Theater auf der Heunburg in Haimburg (Gemeinde Völkermarkt/Kärnten). Von 1997 bis 2010 leitete Stefan Pfeistlinger das Theater k.l.a.s. als Intendant. 2010 musste das k.l.a.s. nach 15 Saisonen den Theaterbetrieb auf der Heunburg wegen kulturpolitischer Unzulänglichkeiten einstellen. In den Jahren 1995–2009 besuchten über 68.000 kulturinteressierte Menschen die mehr als 350 Veranstaltungen auf der Heunburg.

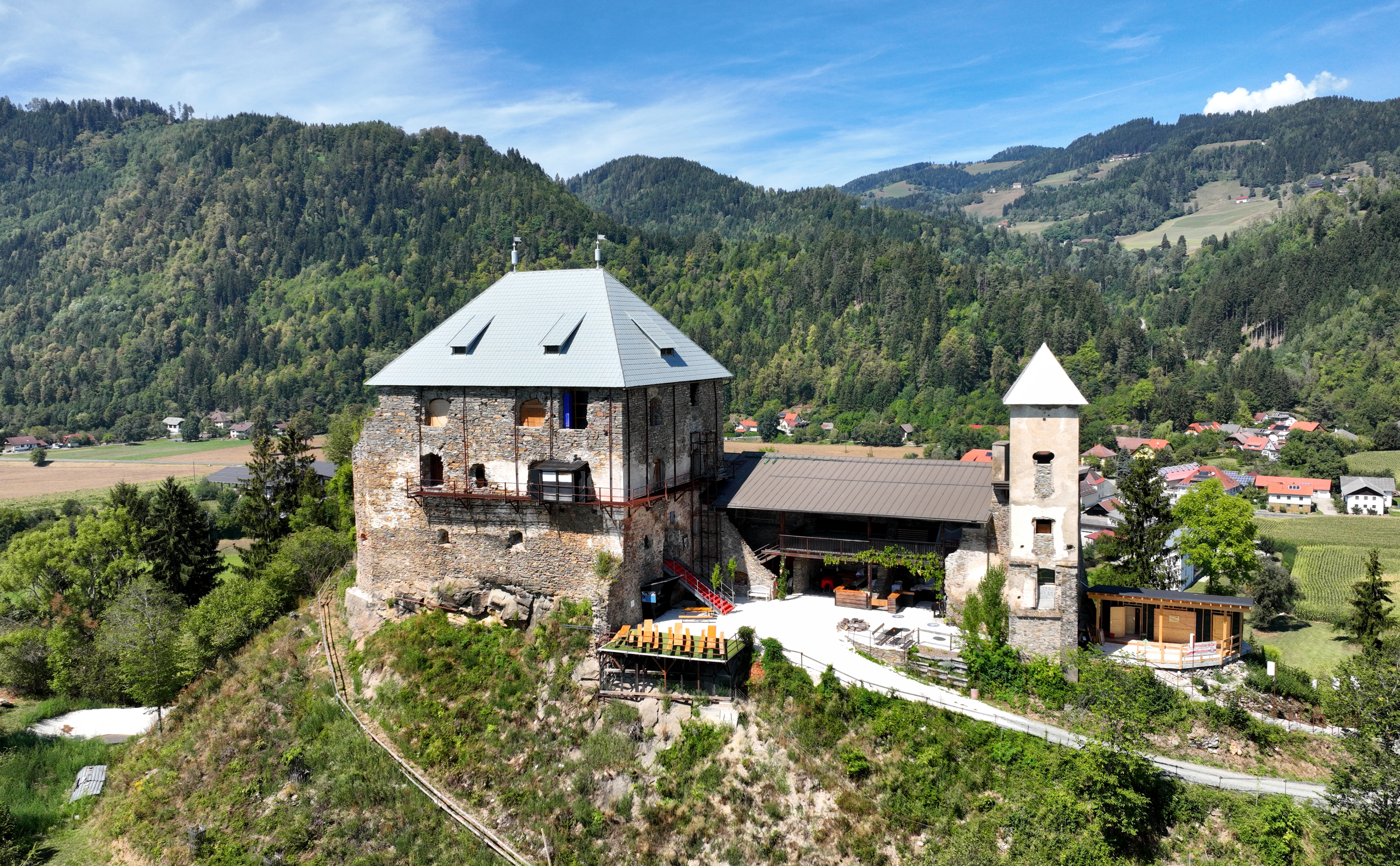
Spielstätte des ehemaligen Theaters, die Heunburg

## Produktionen
- 1993 „Der Karakal“ von Judith Herzberg (ÖE) (Regie: Alexander Kubelka) – Gastspiel im Theater m.b.H. Wien

k.l.a.s. auf der Heunburg
- 1995 „Woyzeck“ von Georg Büchner (Regie: Alexander Kubelka)
- 1996 „Hexenjagd“ von Arthur Miller (Regie: Alexander Kubelka)
- 1997 „Der Liebe Augustin“ von Michael Köhlmeier (Regie: Augustin Jagg)
- 1998 „Faust 123.1 - Urfaust“ von J.W. Goethe (Regie: Hans Escher)
- 1999 „Der Held des Südens/The Playboy of the Western World“ von John Millington Synge (Regie: Augustin Jagg)
- 2000 „D.Faust – liquid memories“ von k.l.a.s. (UA) (Regie: Augustin Jagg)
- 2001 „kassandra bachmann – LIFE DURING WARTIME“ von k.l.a.s. (UA) (Regie: Claudia Oberleitner)
- 2002 „A Hard Heart – DIE BELAGERUNG“ von Howard Barker (DE) (Regie: Augustin Jagg)
- 2003 „A House of Correction – DER ARCHITEKT DES WASSERS“ von Howard Barker (DE) (Regie: Evelyn Fuchs)
- 2004 „Wunschloses Unglück“ von Peter Handke (Regie: Augustin Jagg)
- 2005 „Vor dem Ruhestand. Eine Komödie“ von Thomas Bernhard (Regie: Augustin Jagg)
- 2006 „Untertagblues“ von Peter Handke (Regie: Augustin Jagg)
- 2007 „Nordost“ von Torsten Buchsteiner (Regie: Hubert Dragaschnig)
- 2008 „Heiliges Land“ von Mohamed Kacimi (Regie: Augustin Jagg)
- 2009 „Macbeth“ von William Shakespeare (Regie: Augustin Jagg)